# Michail Wladimirowitsch Mischustin

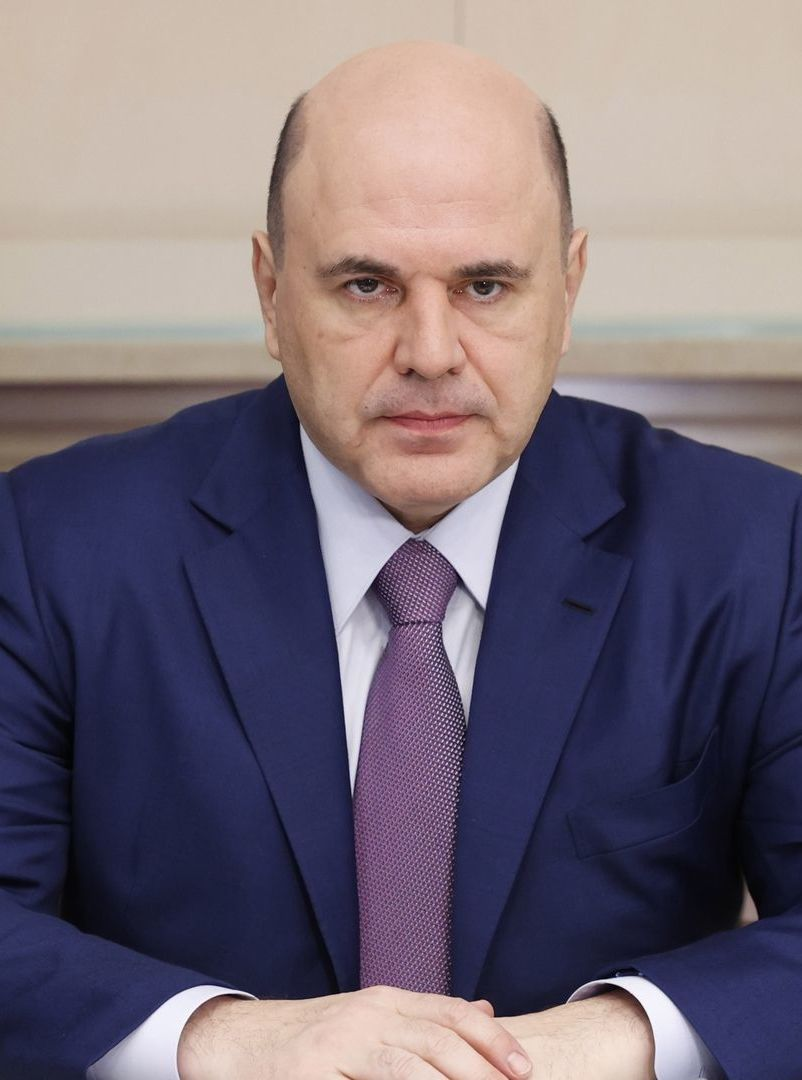
Michail Mischustin, 2022

Michail Wladimirowitsch Mischustin (russisch Михаил Владимирович Мишустин Michail Vladimirovič Mišustin; * 3. März 1966 in Lobnja, Oblast Moskau) ist ein russischer Beamter und Politiker (parteilos).  Von 2010 bis 2020 war er Chef der russischen Steuerbehörde. Er ist seit dem 16. Januar 2020 Ministerpräsident der Russischen Föderation.

## Leben
Mischustins Mutter kommt aus der nordwestrussischen Region Russlands. Väterlicherseits hat Mischustin belarussische und jüdische Wurzeln. Er studierte bis 1989 am Moskauer Institut für Werkzeugmaschinen (Stankin). Später studierte er Wirtschaftswissenschaften und wurde über die Vermögensbesteuerung in Russland promoviert. Weiterhin ließ er sich zum Systemtechniker und Computerspezialisten ausbilden.
Seit 1992 war er für den Internationalen Computer-Club, eine russische Nichtregierungsorganisation, tätig. Er hatte damals den Auftrag, westliche Informationstechnologie nach Russland zu holen und wurde 1996 Vorsitzender dieser Organisation.
Von 1999 bis 2004 war er stellvertretender Minister für Steuern und Abgaben der Regierung der Russischen Föderation, von 2004 bis 2006 Leiter der Föderalen Agentur für Immobilienkataster und von 2006 bis 2008 Leiter der Föderalen Agentur für das Management der Sonderwirtschaftszonen.
Er war von 2008 bis 2010 Präsident der von seinem ehemaligen Vorgesetzten – dem Ex-Chef der Steuerbehörde Boris Fjodorow – gegründeten russischen UFG Invest Group, einem der größten russischen Private-Equity-Fonds, an dem die Deutsche Bank seit 2008 mit 40 Prozent beteiligt ist.

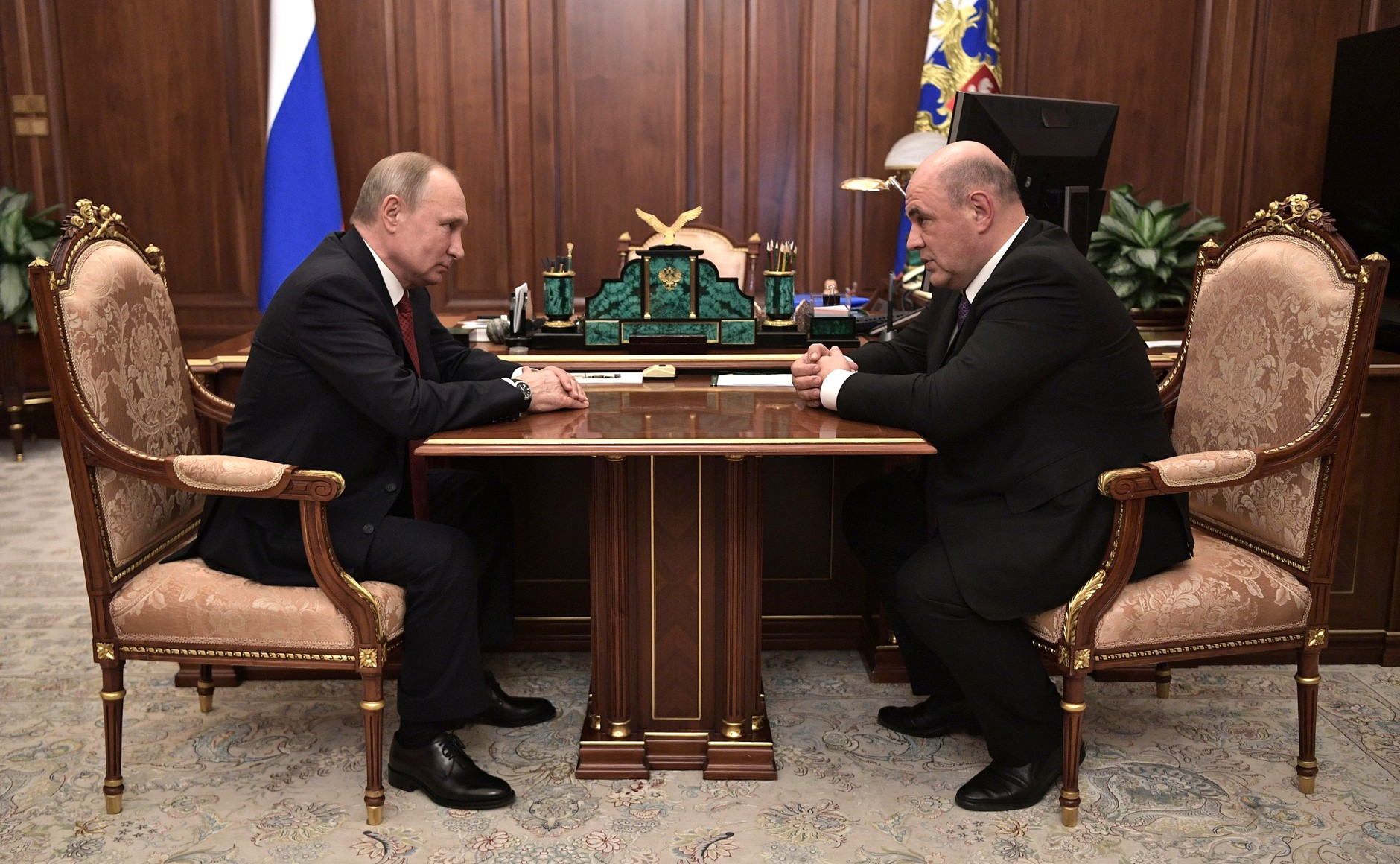
Putin schlug Michail Mischustin zum Ministerpräsidenten vor (Januar 2020).

Vom 6. April 2010 bis zu seiner Ernennung zum Ministerpräsidenten Russlands 2020 war Mischustin auf Vorschlag des damaligen stellvertretenden Ministerpräsidenten und Finanzministers Alexei Leonidowitsch Kudrin Leiter der russischen Steuerbehörde. Mischustin unterzog seine Behörde tiefgreifenden Reformen. Die Zahl der Steuerprüfungen bei Unternehmen und Geschäftsleuten nahm merklich ab, parallel wurde vor allem die Digitalisierung und die Vereinfachung der Abläufe vorangetrieben. Mischustin gilt als der Mann, der die russische Steueridentifikationsnummer – die sogenannte INN – flächendeckend zur Anwendung gebracht hat. Durch die realisierten Maßnahmen konnten die Steuereinnahmen signifikant gesteigert und die Schattenwirtschaft reduziert werden. Die Erfolge und die technischen Innovationen, die auch im internationalen Vergleich hervorstechen, fanden in westlichen Wirtschaftsmedien Aufmerksamkeit.
Am 5. Dezember 2010 wurde Mischustin zum Wirklichen Staatsrat 1. Klasse der Russischen Föderation befördert.
Nach dem Rücktritt Dmitri Medwedews schlug der russische Präsident Wladimir Putin den Technokraten als neuen Ministerpräsidenten der Russischen Föderation vor. Am 16. Januar 2020 wurde er von der Staatsduma mit 383 Ja-Stimmen, ohne Gegenstimmen und 41 Enthaltungen, letztere aus dem Spektrum der KPRF, in das Amt des Regierungschefs gewählt. Er leitet die Kabinette Mischustin I und Mischustin II. 
Ende April 2020 infizierte er sich mit dem Coronavirus und begab sich aus Gründen des Seuchenschutzes in Quarantäne.
Im April 2022 wurde Mischustin auf eine Sanktionsliste der Vereinigten Staaten gesetzt.

## Korruptionsvorwürfe
Am 28. Januar 2020 veröffentlichte der Antikorruptionskampagnenführer Alexei Nawalny den Film Geheime Milliarden von Ministerpräsidenten Mischustin über die angebliche Korruption von Michail Mischustin.
Am 30. Januar veröffentlichte Nawalny einen weiteren Film Mischustin ist ein Dieb.

## Privates
Mischustin ist mit Wladlena Mischustina verheiratet. Das Paar hat drei Söhne. Mischustin ist Eishockey-Fan, aktiver Spieler in der von Putin und russischen Eishockey-Veteranen gegründeten Amateur-Eishockeyliga „Night Hockey League (NHL)“ und hat einen Sitz im Aufsichtsrat des Eishockeyclubs ZSKA Moskau.

## Auszeichnungen (Auswahl)
- Orden „Für Verdienste um das Vaterland“, IV. Klasse (16. Juli 2015)[32]
- „Ehrenurkunde des Präsidenten der Russischen Föderation“ (15. November 2013)[33]
- „Orden der Ehre“ der Russischen Föderation (29. Dezember 2012)[34]